# 感染力
感染力（infectivity）為流行病學名詞，指病原體感染宿主的能力。病原體的感染力一般與其毒力呈正相關。常用的感染力量化單位為ID50，即達到50%感染率所需的病原數量，其數值越低代表病原的感染力越高，不同病源的ID50差異很大，如痢疾志賀氏桿菌的ID50為10，霍亂弧菌的ID50則為106至1011。